# Ząbrowo (Gościno)
Ząbrowo (deutsch Semmerow) ist ein Dorf in der Woiwodschaft Westpommern in Polen. Es gehört zu der Gmina Gościno (Gemeinde Groß Jestin) im Powiat Kołobrzeski (Kolberger Kreis).

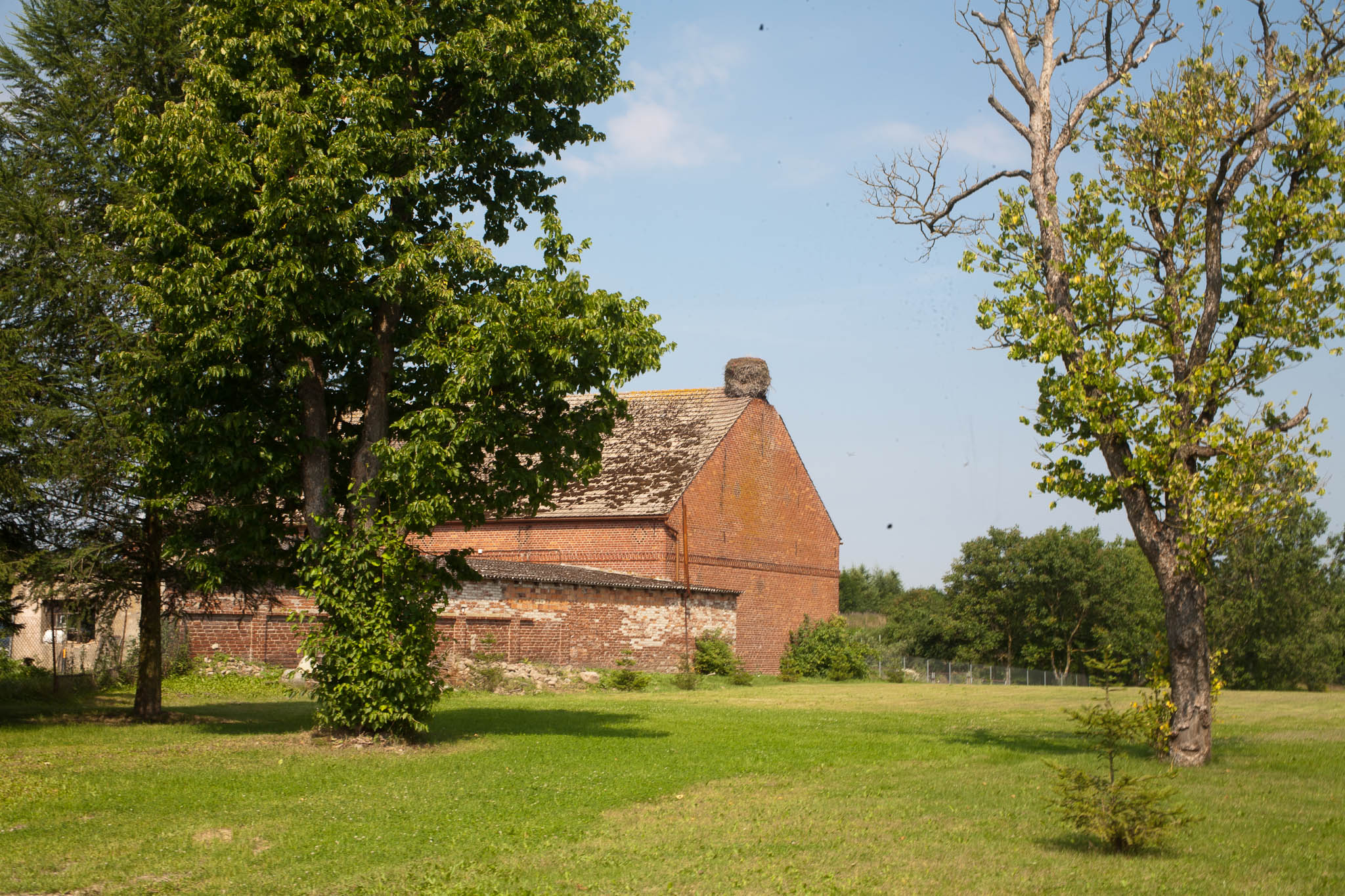
Ortsbild mit Storchennest (Aufnahme von 2014)

## Geographische Lage
Das Dorf liegt in Hinterpommern, etwa 10 Kilometer südlich von Kołobrzeg (Kolberg) und etwa 100 Kilometer nordöstlich von Stettin.
Am westlichen Ortsrand verläuft in Nord-Süd-Richtung die Woiwodschaftsstraße 162. Unweit des östlichen Ortsrands fließt die Persante. Die nächsten Nachbarorte sind etwa 1 Kilometer westlich Ołużna (Seefeld) und etwa 1 Kilometer östlich, jenseits der Persante, Pustary (Pustar).

## Geschichte
Das Dorf wurde im Mittelalter im Herzogtum Pommern in der Form eines Sackgassendorfes in West-Ost-Richtung angelegt. Der Weg durch das Dorf wurde später nach Osten hin zur Persante verlängert. Dort bestand eine Fähre, ab 1913 eine Brücke.
Die erste gesicherte urkundliche Erwähnung des Dorfes stammt aus dem Jahre 1276. Damals bestätigte der Bischof von Cammin, Hermann von Gleichen, dem Kolberger Domkapitel seine Besitzungen. Das damals „Zymbrowe“ genannte Dorf war der zweiten Domherrenpfründe zugeordnet.
Später kam Semmerow in den Besitz der Stadt Kolberg und blieb bis ins 19. Jahrhundert eines der Stadteigentumsdörfer.
Auf der Lubinschen Karte des Herzogtums Pommern von 1618 ist „Sammerow“ eingetragen.
Bis in den Siebenjährigen Krieg (1756–1763) bestanden in Semmerow ein Vorwerk, fünf Bauernstellen und drei Kossätenstellen. Während des Siebenjährigen Krieges wurde das Dorf im Rahmen der Belagerung von Kolberg verwüstet, als eine russische Abteilung die Gebäude abbrach, um das Holz als Brennholz zu nutzen.
Nach dem Siebenjährigen Krieg wurde Semmerow wieder aufgebaut. Dabei wurden nunmehr zehn Bauernstellen, ein Krug und eine Büdnerstelle eingerichtet.
Die Separation wurde in Semmerow im Jahre 1847 durchgeführt. Ferner wurden im 19. Jahrhundert Abgaben, die die Dorfbewohner an das Spiritushospital in Kolberg und an das Domänen-Rentamt (ursprünglich an das Kolberger Domkapitel) zu leisten hatten, gegen Geldrenten abgelöst.
Im Jahre 1853 wurde westlich von Semmerow die Chaussee von Kolberg nach Groß Jestin fertiggestellt. Seitdem dehnte sich die Bebauung des Dorfes entlang der Chaussee auf beiden Straßenseiten aus. Im Jahre 1895 erhielt Semmerow Bahnanschluss an die Strecke Roman–Kolberg der Kolberger Kleinbahn (heute stillgelegt).
Bis 1945 bildete Semmerow eine Gemeinde im Landkreis Kolberg-Körlin der Provinz Pommern. Zur Gemeinde gehörten neben Semmerow keine weiteren Wohnplätze.
Gegen Ende des Zweiten Weltkriegs wurde Semmerow durch die Rote Armee besetzt. Das Dorf kam, wie alle Gebiete östlich der Oder-Neiße-Grenze, an Polen. Die Dorfbevölkerung wurde vertrieben. Der Ortsname wurde als „Ząbrowo“ polonisiert.
Das Dorf bildet heute ein eigenes Schulzenamt in der polnischen Gmina Gościno (Gemeinde Groß Jestin).

## Entwicklung der Einwohnerzahlen
- 1816: 080 Einwohner[4]
- 1864: 211 Einwohner[4]
- 1885: 201 Einwohner[4]
- 1905: 246 Einwohner[4]
- 1925: 280 Einwohner[4]
- 1933: 242 Einwohner[4]
- 1939: 220 Einwohner[4]
- 2017: 217 Einwohner[3]